# Pietro Giampaoli

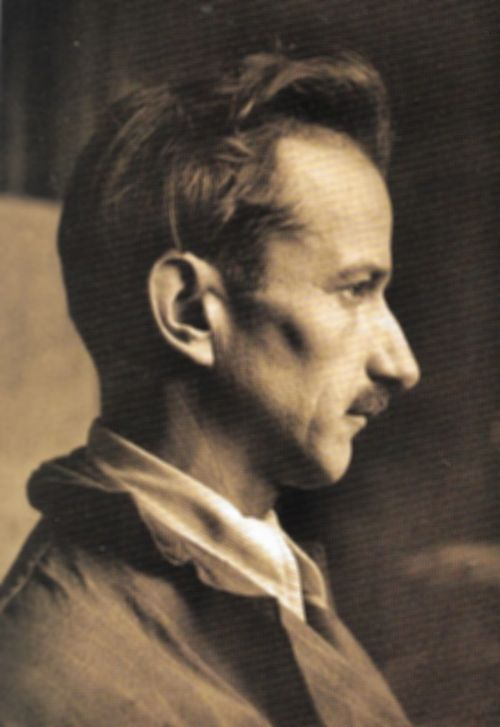
Pietro Giampaoli

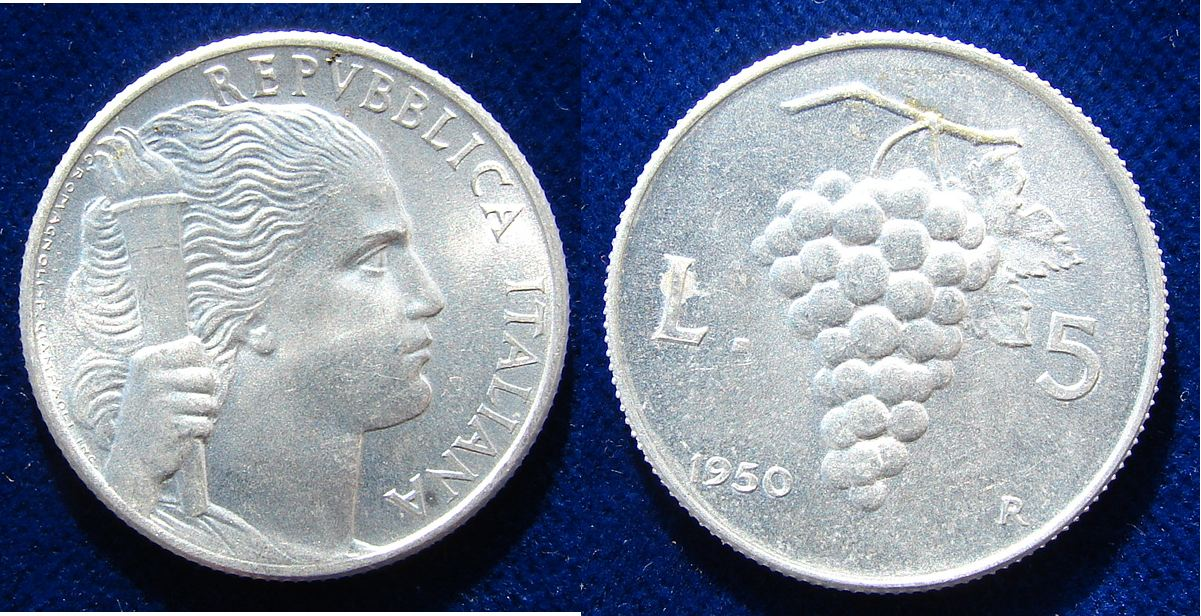
Italien 5 Lire 1950 von Giuseppe Romagnoli und Pietro Giampaoli (signiert G. ROMAGNOLI und P. GIAMPAOLI)

Pietro Giampaoli (* 13. Februar 1898 in Urbignacco di Buja; † 27. Februar 1998 in Rom) war ein italienischer Medailleur und Graveur.

## Leben
Er stammt aus der Provinz Udine, Italien und wurde dort in Urbignacco di Buja am 13. Februar 1898 geboren. Im Ersten Weltkrieg geriet er als Soldat in ungarische Kriegsgefangenschaft. Von einem russischen Mitgefangen erlernte er die Grundzüge des Gravierens. Nach Italien zurückgekehrt, erhielt er seine künstlerische Ausbildung ab 1920 an der Scuola di Brera in Mailand heute Accademia di Belle Arti di Brera im Universitätsrang. Er studierte Gravieren, Bildhauerei mit Schwerpunkt Medaillenkunst. Pietro Giampaoli starb in Rom am 27. Februar 1998 bald nach seinem 100. Geburtstag.

## Wirken
Giampaoli wurde 1936 Chefgraveur der Staatlichen Italienischen Münzstätte in Rom. Nach dem Zweiten Weltkrieg schuf er zusammen mit dem Designer Giuseppe Romagnoli die ersten Nachkriegsmünzen Italiens. Später arbeitete er zusammen mit Guido Veroi.